# 李奎翰
李奎翰（韓語：이규한，1980年8月4日—），韓國男演員。

## 个人生活
李奎翰2023年9月公开与女团BB Girls成员侑廷交往，两人同年2月出演KBS2综艺节目《土里土气地也没来过这里吗？》初次见面并结缘，同年7月第一次传绯闻时否认交往；2024年8月两人宣布分手。

## 演出作品

### 電視劇
- 1996年：KBS《Start》飾演 嚴俊昊
- 1998年：MBC《愛情與成功》飾演 金明秀
- 1999年：MBC《青春》飾演 秀賢
- 2000年：SBS《KAIST》飾演 奎翰
- 2000年：MBC《熱情似火》飾演 姜哲浩
- 2005年：MBC《我的名字叫金三順》飾演 閔賢佑
- 2005年：SBS《愛需要奇蹟》飾演 甄正彪
- 2007年：MBC《順其自然》飾演 申洙亨
- 2007年：MBC《魂》飾演 徐俊熙
- 2009年：SBS《你笑了》飾演 李翰世
- 2010年：MBC《越看越可愛》飾演 李奎翰
- 2011年：MBC《是否聽見我的心》飾演 李勝哲
- 2011年：SBS《如果明日來臨》飾演 李日奉
- 2012年：tvN《结婚的策略》飾演 李江在
- 2012年：SBS《家族的誕生》飾演 姜允宰
- 2014年：SBS《就要相愛》飾演 崔載敏
- 2015年：SBS《我有愛人了》飾演 白石
- 2017年：tvN《內向的老闆》飾演 禹記者
- 2017年：tvN《沒禮貌的英愛小姐16》飾演 李奎翰
- 2018年：MBC《富家公子》飾演 南泰一
- 2019年：tvN《成為王的男人》飾演 朱虎乬
- 2019年：tvN《沒禮貌的英愛小姐17》飾演 李奎翰
- 2019年：MBN《優雅的家》飾演 毛完秀
- 2019年：tvN《改變已經開始了》
- 2020年：JTBC《前輩，那支口紅不要塗》飾演 李在雲
- 2022年：SBS《Again My Life》飾演 車律師（特別出演）
- 2022年：TV朝鮮《魔女寶刀未老》飾演 趙斗昌／泰德·昌（特別出演）
- 2022年：MBC《以一當百執事》飾演 文森特
- 2023年：ENA《幸福對決》飾演 姜道俊
- 2023年：ENA《等待了很久》飾演 朴基營
- 2024年：SBS《來自地獄的法官》飾演 鄭泰奎
- 2025年：SBS《鬼宮》飾演 衍宗大王（特別出演）

### 電影
- 2006年：《太陽的兩面》飾演 秀賢
- 2007年：《孟婆島2》飾演 全基榮
- 2011年：《白色：詛咒的旋律》飾演 崔Spawn
- 2013年：《共犯》飾演 金在慶
- 2018年：《似曾相識》

### 綜藝
- 2013年：SBS《叢林的法則》坦桑尼亚篇
- 2015年：KBS《我們小區藝體能》
- 2015年：JTBC《我去上學啦》
- 2015年：MBC《真正的男人2》
- 2016年：JTBC《天下壯士》
- 2016-17年：SBS《Scene Stealer—戲劇戰爭》
- 2017年：tvN《家常飯白老師3》
- 2017年：MBC《哥哥的想法》
- 2023年：KBS2《土里土气地也没来过这里吗？》

### MV
- 2004年：Flower《這裡》
- 2004年：金鐘國《中毒》
- 2009年：Someday《不能像男人》（與全慧彬）

## 獲獎
- 2005年：SBS演技大賞—New Star賞（《愛需要奇蹟》）
- 2010年：MBC演藝大賞—喜劇部門 男子優秀賞（《越看越可愛》）

## 外部連結
- 李奎翰的Instagram帳戶
- 李奎翰在NAVER上的资料
- 李奎翰在韩国电影数据库（KMDb）上的資料（韓語）
- 李奎翰在互联网电影资料库（IMDb）上的資料（英文）
- 李奎翰在豆瓣上的资料（简体中文）